# Ernesto Scoffano
Ernesto Scoffano (ur. ? – zm. ?) – argentyński piłkarz, grający podczas kariery na pozycji pomocnika.

## Kariera klubowa
Ernesto Scoffano podczas piłkarskiej kariery występował w Eurece Buenos Aires, Lanús i Boca Alumni Buenos Aires.

## Kariera reprezentacyjna
Jedyny raz w reprezentacji Argentyny Scoffano wystąpił 18 lipca 1920 w przegranym 0-2 meczu z Urugwajem, którego stawką było Gran Premio de Honor Uruguayo. Rok wcześniej był w kadrze podczas Mistrzostw Ameryki Południowej.